# Yas (yacht)
M/Y Yas är en megayacht som ägs av den emiratiska kungligheten och politikern Hamdan bin Zayed bin Sultan Al-Nahyan. Megayachten har sitt ursprung från att vara ett nederländskt örlogsfartyg tillhörande fregatt-klassen Kortenaer. Den sjösattes 1978 av skeppsvarvet Damen Schelde Naval Shipbuilding och användes i tjänst hos den nederländska flottan mellan 1981 och 1998 med namnet Hr.Ms. Piet Hein och med förteckningen F811. 1998 såldes fartyget till Förenade Arabemiraten för att användas i tjänst i deras flotta. Fartyget tjänstgjorde mellan 1998 och 2005 under namnet Al-Emirat och med förteckningen F02. Senare förvärvades örlogsfartyget av det Abu Dhabi-baserade skeppsvarvet ADMShipyards i syfte att den skulle bli ombyggd till en megayacht. Den sjösattes 2011 med namnet Swift 141 och levererades 2015 till sin nuvarande ägare.
Megayachten designades både exteriört och interiört av Pierrejean Design Studio. Yas är 141 meter lång och har en kapacitet på 60 passagerare och 56 besättningsmän samt minst en helikopter.

## Galleri

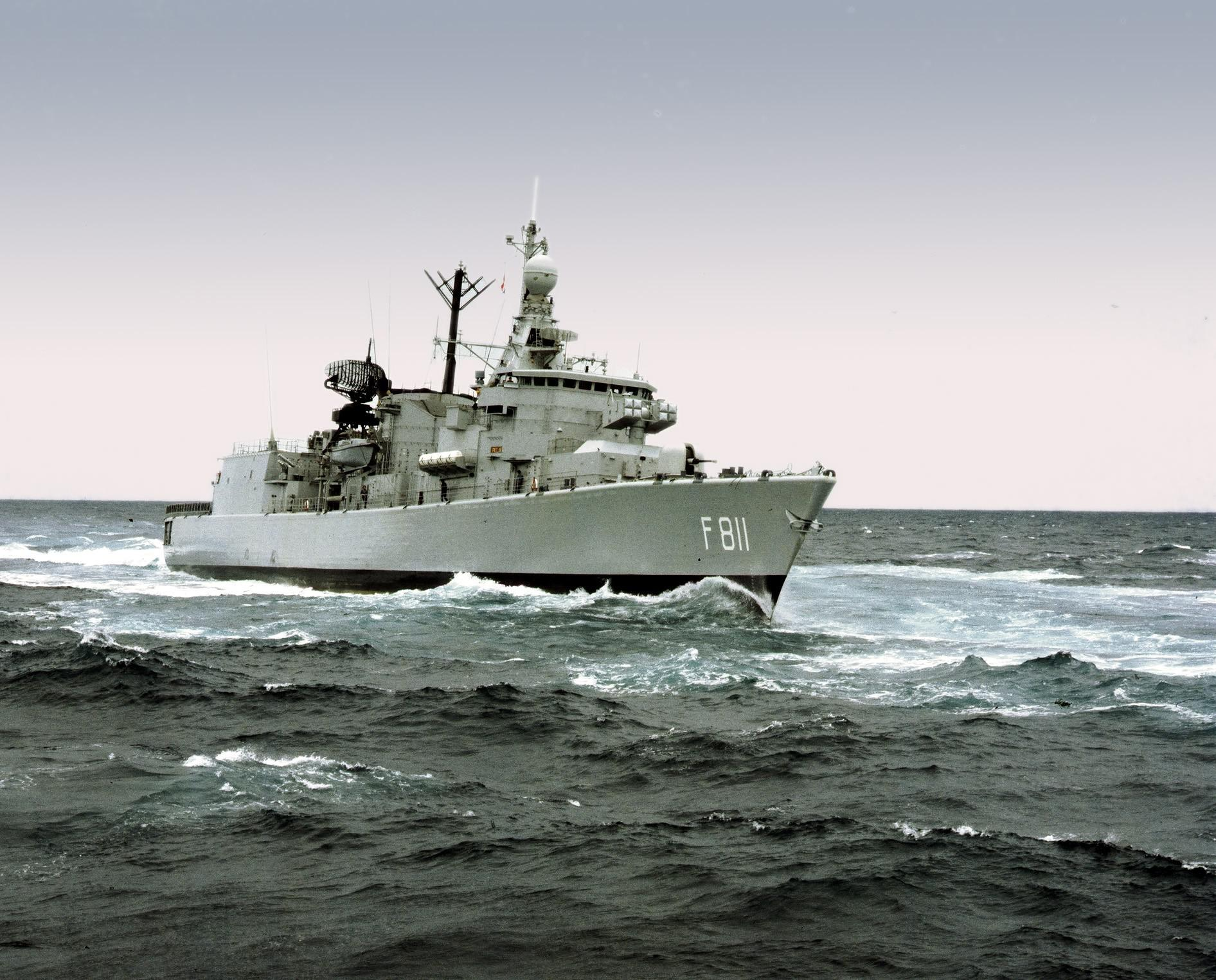
Hr.Ms. Piet Hein (F811).
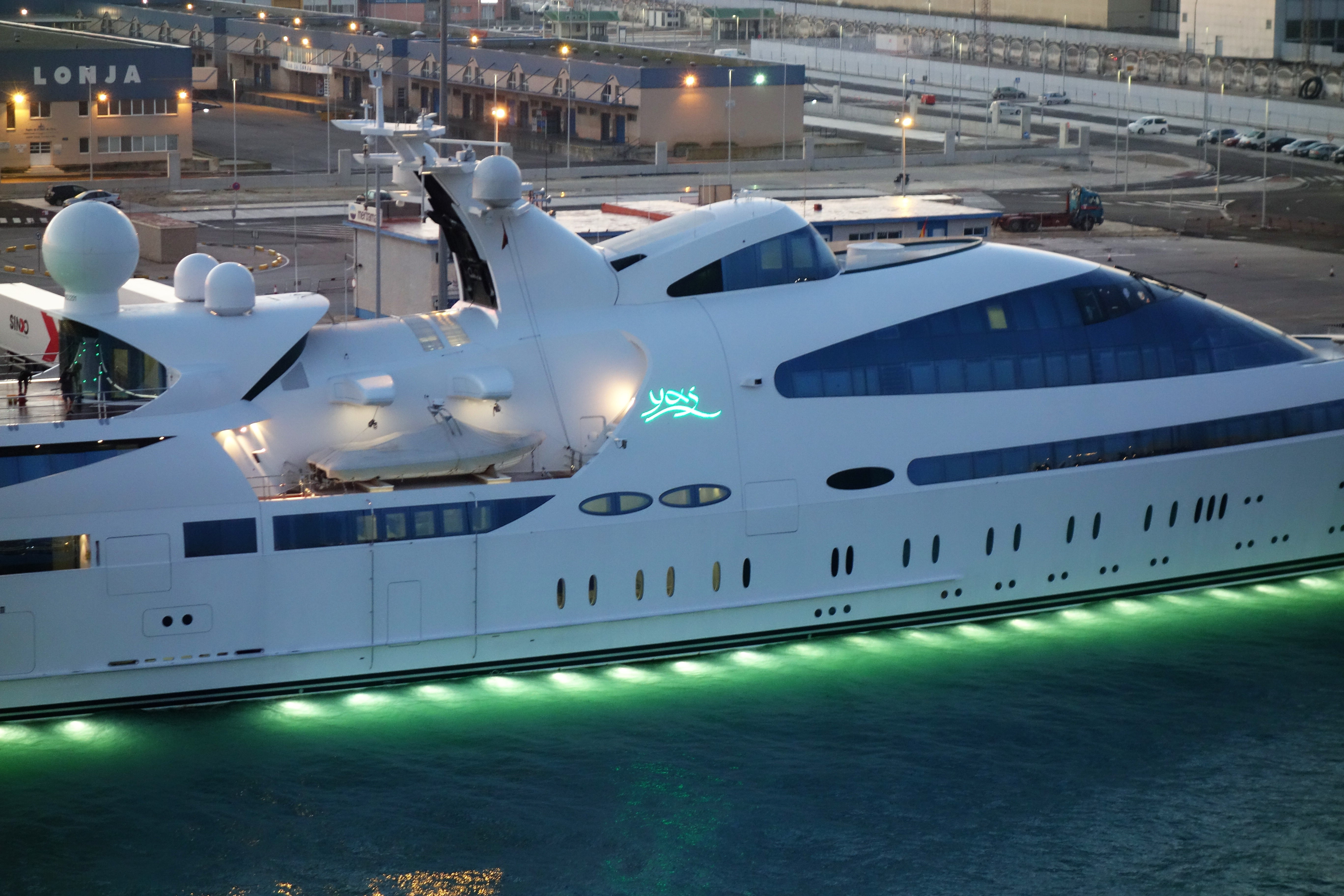
Yas i Cádiz i Spanien, 2018.
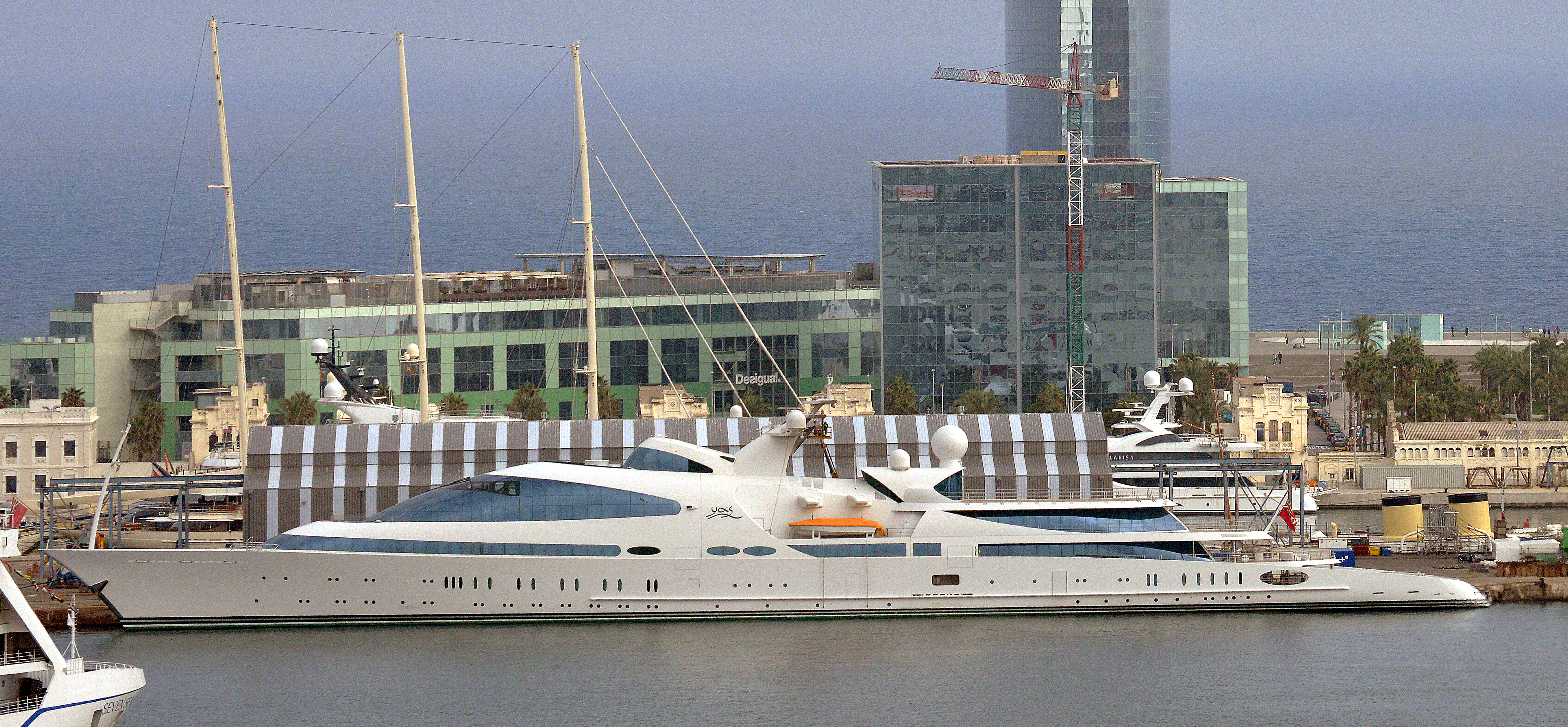
Yas i Barcelona i Spanien, 2015.